# Az-Zahra (Syria)
Az-Zahra (arab. ‏الزهراء‎) – miasto w Syrii, w muhafazie Aleppo. W spisie z 2004 roku liczyło 13 780 mieszkańców, głównie szyitów.

## Historia

Oblężenie Nubl i Az-Zahry

Podczas wojny w Syrii szyickie miejscowości w regionie Aleppo – Nubl i Az-Zahra – znalazły się w oblężeniu m.in. przez oddziały terrorystycznej formacji Dżabhat an-Nusra. Obu miejscowości broniły ochotnicze Siły Obrony Narodowej i 125 bojowników Hezbollahu. W styczniu 2015 roku dżihadyści usiłowali zdobyć Az-Zahrę szturmem z południowej części miejscowości, lecz wszystkie ich ataki zostały odparte.
3 lutego 2016 Siły Zbrojne Syrii przełamały oblężenie Nubl i Zahry.